# PARKING OUT
Parking Out（パーキングアウト）は、日本のインディーズパンク・ロックバンド。1999年結成。

## 概略
西海岸系と言われる洋楽パンク・ロックサウンドの楽曲に日本語詞を乗せるという独自のスタイルを確立させる。海外のバンドのツアーサポートも多く、グッド・シャーロット、アリスターなどの日本ツアーのサポートも行った。2010年に活動休止をするも、2011年に活動再開。2012年には世界初となるアプリマキシシングルとして、Google Playのアプリとして新曲を発売した。
ギター・ボーカルのSHO-TAは、現在プロデューサーとして、過去にはRhythmic Toy Worldなどを手がけるなどしている。

## ディスコグラフィ

### シングル
- 劣人（2002年7月7日）
- SOUL<タワーレコード限定>（2005年12月8日）
- TWIM（2012年）※Google Playアプリ

### アルバム
- HEMP（2002年2月8日）ミニアルバム
- TIMER（2002年11月11日）フルアルバム
- CHOCO（2004年2月25日）ミニアルバム
- JOINT（2005年2月2日）フルアルバム
- 88（2006年1月11日）ミニアルバム
- 2nd line（2006年4月6日）GOLDEN GOOSEとのスプリットアルバム
- 8SONGS（2006年7月26日）STEREO VISIONとのスプリットアルバム
- 93 (2007年6月6日) フルアルバム

### オムニバス
- PUNK ROCK CAMP!!（2002年9月18日）
- 俺メロ Respect（2003年6月25日）
- GREEN DAYS（2003年7月10日）
- パンクロック・バトルロイヤル3（2005年9月7日）
- Listen to music（2006年7月19日）
- パンクロック・バトルロイヤル4（2006年9月6日）

### DVD
- INDIES ROCK MAGAZINE DVD vol.1～NEXT ROCK GENERATIO（2004年7月22日）
- LIVE IN ACB JACKER'S BOX（2004年11月10日）
- THE DVD（2006年）